# Javorník (district de Benešov)
Pour les articles homonymes, voir Javornik.
Javorník (en allemand : Jawornik) est une commune du district de Benešov, dans la région de Bohême-Centrale, en République tchèque. Sa population s'élevait à 121 habitants en 2020.

## Géographie
Javorník se trouve à 10 km à l'est-sud-est de Vlašim, à 27 km à l'est-sud-est de Benešov et à 61 km au sud-est de Prague.
La commune est limitée par Chlum au nord-ouest, par Trhový Štěpánov au nord et au nord-est, par Mnichovice au sud-est et au sud, par Kuňovice au sud et par Zdislavice à l'ouest.

## Histoire
La première mention écrite de la localité date de 1295.